# Subaru Baja
Subaru Baja – samochód osobowy typu pick-up produkowany przez japońską markę Subaru w latach 2002 - 2006 jako następca modelu BRAT.

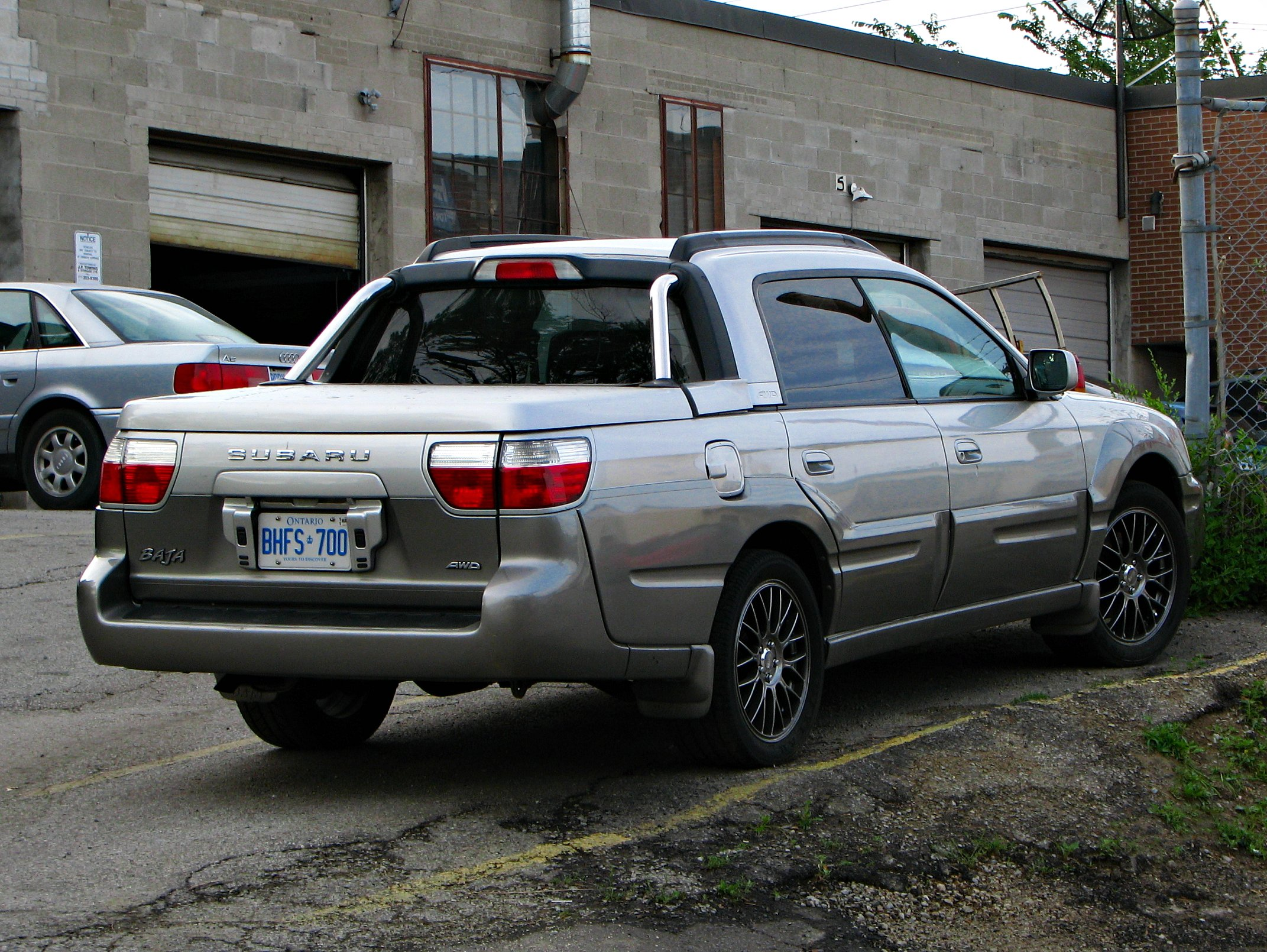
Tył pojazdu

Samochód posiadał stały napęd na cztery koła, przystosowany był do przewozu czterech pasażerów. Model oparty jest na konstrukcji skorupowej, opiera się w dużej mierze na częściach mechanicznych czy poszyciu karoserii znanym z modeli Legacy czy Outback kombi. Produkcja ruszyła 18 lipca 2002 (rocznik '03) w Lafayette (Indiana).